# Cima Loverdina
La Cima Loverdina (2237 m s.l.m.) è un monte delle Dolomiti di Brenta nelle Alpi Retiche meridionali. Si trova nella catena occidentale del Sottogruppo della Campa, in Val di Non, nel Parco naturale Adamello Brenta.

## Descrizione

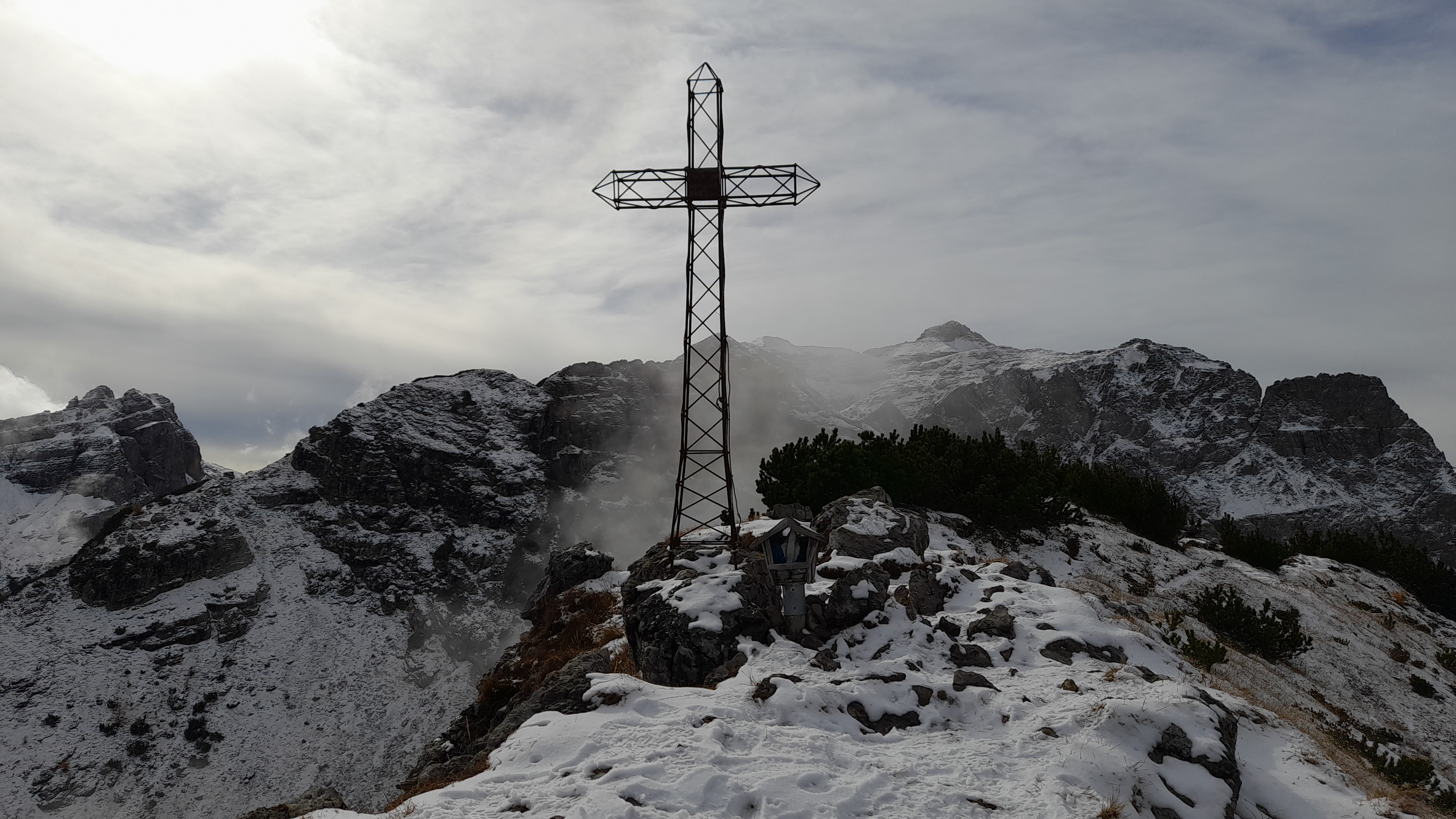
La croce di vetta di Cima Loverdina.

Cima Loverdina ha la forma di una larga dorsale verdeggiante che si eleva tra i prati di Malga Termoncello, ad ovest, e la Valle degli Inferni, ad est. Se verso la malga la montagna digrada tra prati e boschi di pino mugo, verso gli Inferni precipita con un alto balzo roccioso. Dalla sua vetta, dove è presente una croce, si gode di un vastissimo panorama sulla Val di Tovel e sull'omonimo lago, su tutta la Val di Non e su gran parte delle montagne del Trentino-Alto Adige. Nel dialetto locale la montagna è denominata anche Bastiot.

## Accessi
- Da Malga Termoncello (1852 m). Difficoltà: facile (Ore: 1).[2]

## Traversate
- Al Passo degli Inferni (2210 m). Difficoltà: abbastanza impegnativo (Ore: 0.30).  Dalla cima, si cala a destra fino ad arrivare a uno sperone dal quale si scende la ripida parete, proseguendo sul sentiero fino al Passo degli Inferni. Dal qui è possibile proseguire fino alla Bocchetta di Val Strangola e scendere a Malga Campa, procedere verso Malga Spora, oppure salire alla Bocchetta di Val Scura e raggiungere la Malga Flavona.[2]